# TV9 Telemaremma
TV9 Telemaremma è una rete televisiva italiana a diffusione regionale con sede a Grosseto in via Aurelia Nord.
È l'unica emittente della provincia di Grosseto da quando, nel 2011, ha cessato ogni attività la concorrente Teletirreno.

## Storia
Telemaremma nacque il 28 gennaio 1977 a Grosseto grazie a un gruppo di appassionati i quali andarono a formare la prima redazione della neonata rete televisiva: Luciano Paciotti, Marino Martinelli, Silvano Benassi, Giulio Santinami, Alessandro Petri, Roberto Papini, Mauro Pallari, Maria Rosa Biondi, Roberto Nucci e Augusto Marcelli. Nel 1981 fu acquistata da Natale Lorenzini (1916–2007) e dal suo socio Roberto Colombini, che aumentarono la diffusione del segnale trasmettendo per la prima volta anche al di fuori della provincia e strutturando i palinsesti in maniera più organica e completa, con nuovi programmi e rubriche.
L'azienda che possedeva le quote di Telemaremma, la Lorenzini Costruzioni, venne dichiarata fallita nel dicembre 1995 e da quel momento iniziò un periodo travagliato che portò alla condanna di Natale Lorenzini per bancarotta fraudolenta e alla messa all'asta dell'emittente televisiva. Telemaremma venne acquistata per 4 miliardi di lire dalla D'Errico Costruzioni dell'imprenditore follonichese Andrea D'Errico nell'ottobre 1999. Nel mese di dicembre Igor Righetti venne nominato direttore generale, mentre il successivo 20 gennaio fu affidato l'incarico di amministratore unico a Stefano D'Errico, in sostituzione di Achille Legge. Poco dopo, Angela D'Errico subentrò a Righetti come direttore e fu modificato il nome dell'emittente in TV9; dopo qualche anno al nuovo nome si affiancò il vecchio e divenne TV9 Telemaremma.
Nel dicembre 2019 l'emittente lasciò la storica sede di viale Monterosa per trasferire i propri studi in un nuovo edificio in via Aurelia Nord, presso la zona industriale della città.

## Diffusione
L'emittente irradia il suo segnale in ben quattro regioni: Toscana, Umbria, Liguria e Lazio; solo le prime due regioni però godono di una copertura totale del segnale. Ecco in particolare la diffusione dell'emittente:
- Toscana
- Umbria
- Lazio (limitatamente alla provincia di Viterbo e a Civitavecchia)

### Share 24h* di TV9 Telemaremma in Toscana
|      | Gennaio | Febbraio | Marzo  | Aprile | Maggio | Giugno | Luglio | Agosto | Settembre | Ottobre | Novembre | Dicembre | Media anno |
| ---- | ------- | -------- | ------ | ------ | ------ | ------ | ------ | ------ | --------- | ------- | -------- | -------- | ---------- |
| 2014 | 73.555  | 67.060   | 64.724 | 67.836 | 57.551 | 60.129 | 58.992 | 63.316 | 64.241    | 76.371  | 82.285   | 74.230   | 67.776     |
| 2015 | 81.451  | 67.122   | 76.865 | 72.883 | 74.844 | 76.305 | 67.465 | 73.090 | 67.836    | 86.970  | 85.042   | 86.229   | 76.131     |
| 2016 | 72.048  | 63.830   | 55.629 | 58.185 | 48.862 | 59.692 | 53.190 | 54.014 | 53.567    | 44.521  | 59.133   | 53.906   | 56.438     |
| 2017 | 52.533  | 52.469   | 45.149 | 58.778 | 51.438 | 52.376 | 59.015 | 48.317 | 61.242    | 52.456  | 56.215   | 54.287   | 53.427     |
| 2018 | 54.643  | 65.380   | 56.085 | 54.514 | 52.164 | 49.671 | 44.601 | 49.693 | 53.554    | 57.853  | 50.037   | 57.420   | 53.785     |
| 2019 | 63.536  | 51.923   | 55.075 | 56.655 | 50.794 | 48.692 | 48.425 |        |           |         |          |          |            |

- Giorno medio mensile su target individui 4+

Non sono riportati nella tabella i dati relativi a Liguria, Umbria e Lazio.

## Programmi di TV9 Telemaremma
- Goal 9
- Bianco e Rosso, condotto da Mario Roggi
- MondoHockey, condotto da Enrico Giovannelli
- Zonattiva
- Pagina 9, condotto da Enrico Pizzi
- Tg9
- Meteo Nove di Roberto Madrigali
- Balla che ti passa (trasmissione di Tv Libera Pistoia)
- Style
- In Salute
- Santa Messa in diretta dal duomo di Grosseto, ogni sabato alle ore 18

## Amministrazione
| Periodo   | Amministratore unico | Note         |
| --------- | -------------------- | ------------ |
| ?-1996    | Gilberto Colombini   | [ 17 ]       |
| 1996-2000 | Achille Legge        | [ 17 ] [ 7 ] |
| dal 2000  | Stefano D'Errico     | [ 7 ]        |

## Redazione

### Direttori
| Periodo   | Direttore          | Note  |
| --------- | ------------------ | ----- |
| ?-1999    | Giancarlo Capecchi |       |
| 1999-2000 | Igor Righetti      | [ 6 ] |
| 2000-2018 | Angela D'Errico    | [ 1 ] |
| dal 2018  | Enrico Pizzi       |       |

### Giornalisti
- Moira Armini
- Gabriele Baldanzi
- Enrico Bistazzoni
- Giancarlo Capecchi
- Francesca Ciardiello
- Angela D'Errico
- Alfredo Faetti
- Enrico Giovannelli
- Paolo Mastracca
- Simone Paradisi
- Enrico Pizzi
- Mario Roggi

Ex giornalisti
- Edoardo Cozza
- Igor Righetti
- Carlo Vellutini